# Llengua greco-romaní
Greco-romaní (també conegut com a helenoromaní; en grec, Ελληνο-ρομανική) és un idioma mixt gairebé extingit (referit com a para-romaní en lingüística romaní), parlat pel poble gitano a Grècia que va sorgir del contacte lingüístic entre la romaní dels col·lectius que la parlaven i la llengua grega. Hom pensa que l'idioma era emprat com un idioma secret que es parlava a Tessàlia i a la unitat administrativa de Grècia Central. Tipològicament el llenguatge està estructurat en grec amb un fort préstec lèxic de Romaní. Les variants relacionades d'aquest idioma reben el nom de Dortika i Kaliarda. El dortika és un idioma secret parlat encara principalment a Atenes pels constructors ambulants provinents de la prefectura d'Euritània. En ambdós casos, és probable que les llengües no siguin natives dels seus parlants.